# 北斗茂辺地インターチェンジ
北斗茂辺地インターチェンジ（ほくともへじインターチェンジ）は、北海道北斗市茂辺地にある函館江差自動車道（函館茂辺地道路 / 茂辺地木古内道路）のインターチェンジ。
供用前の仮称は「茂辺地」であった。
灯台の聖母トラピスト修道院（当別修道院）への最寄のICとなっている。

## 歴史
- 2012年（平成24年）3月24日：北斗富川IC - 北斗茂辺地IC間（函館茂辺地道路）開通に伴い供用開始[3]。
- 2022年（令和4年）3月26日：北斗茂辺地IC - 木古内IC間（茂辺地木古内道路）が開通[4]。

## 道路

### 本線
- E59 函館江差自動車道（函館茂辺地道路 / 茂辺地木古内道路・5番）

### 接続する道路
- 直接接続
  - 北海道道1167号北斗茂辺地インター線
- 間接接続
  - 北海道道29号上磯厚沢部線
  - 国道228号

## 周辺
- 茂辺地駅 - 道南いさりび鉄道道南いさりび鉄道線
- 茂別館跡（道南十二館）[5]

## 隣
E59 函館江差自動車道（函館茂辺地道路 / 茂辺地木古内道路）
(4) 北斗富川IC - (5) 北斗茂辺地IC - (6) 木古内IC